# 石仔岭街道
石仔岭街道，是中华人民共和国广东省茂名市高州市下辖的一个乡镇级行政单位。前身是1995年4月成立的高州市石仔岭岭区管委会，1997年11月更名为石仔岭街道。

## 行政区划
石仔岭街道下辖以下地区：
南宫社区、南珠社区、茂岭村、荔枝圩村、石仔岭村、潭蒲村、塘背村、坡心村、陈大岭村和镇大岭村。

## 工业园区
- 蒲康工业园区

## 基础设施
- 学校：广东高州中学高中部、高州市第三中学、高州市第五中学、高州市第三小学
- 大型屋苑：莉莱江城、金福花园、海珀御庭
- 车站：茂名交通集团高州汽车客运站